# Homoeomma strabo
Homoeomma strabo är en spindelart som först beskrevs av Simon 1892.  Homoeomma strabo ingår i släktet Homoeomma och familjen fågelspindlar. Inga underarter finns listade i Catalogue of Life.